# Siamspinops spinosus
Siamspinops spinosus is een spinnensoort in de taxonomische indeling van de Selenopidae.
Het dier behoort tot het geslacht Siamspinops. De wetenschappelijke naam van de soort werd voor het eerst geldig gepubliceerd in 2009 door P. Dankittipakul & J. A. Corronca.